# Поаниэва, Поль
Поль Поаниэва (фр. Paul Poaniéwa; род. 8 ноября 1953, Нумеа) — французский легкоатлет, выступавший в прыжках в высоту. Участник летних Олимпийских игр 1976 года.

## Биография
Поль Поаниэва родился 8 ноября 1953 года в новокаледонском городе Нумеа.
Выступал в соревнованиях по лёгкой атлетике за новокаледонский «Лёсси» из Нумеа (до 1971, 1980) и парижский «Стад Франсез» (1972—1979).
Восемь раз становился чемпионом Франции в прыжках в высоту — пять раз на открытых стадионах (1973—1975, 1977—1978), трижды в помещении (1975, 1977—1978). В 1973-1975 годах три раза устанавливал рекорд Франции, доведя его от 2,22 до 2,26 метра.
В 1975 году занял 2-е место на Кубке Европы в Ницце с результатом 2,22, уступив Александру Григорьеву из СССР (2,24).
В 1976 году вошёл в состав сборной Франции на летних Олимпийских играх в Монреале. В прыжках в высоту поделил 24-27-е места в квалификации, показав результат 2,05 — на 11 сантиметров меньше норматива, дававшего пропуск в финал.
В 1977 году завоевал серебряную медаль на летней Универсиаде в Софии (2,19).

## Личный рекорд
- Прыжки в высоту — 2,26 (1975)[1]